# 30123 Scottrippeon
30123 Scottrippeon este un asteroid din centura principală de asteroizi.

## Descriere
30123 Scottrippeon este un asteroid din centura principală de asteroizi. A fost descoperit pe 29 martie 2000 la Socorro, New Mexico, în cadrul proiectului LINEAR. Asteroidul prezintă o orbită caracterizată de o semiaxă mare de 2,20 ua, o excentricitate de 0,18 și o înclinație de 5,6° în raport cu ecliptica.